# Der Deutsche Botaniker Herbarienbuch
Der Deutsche Botaniker Herbarienbuch (abreviado Deut. Bot. Herb.-Buch) es un libro ilustrado con descripciones botánicas que fue escrito  por el naturalista, zoólogo, botánico y ornitólogo alemán Ludwig Reichenbach. Fue publicado en el año 1841, con el nombre de Deutsche Botaniker... Erster Band. Das Herbarienbuch: Erklärung des natürlichen Pflanzensystems, systematische Aufzählung, Synonymik und Register der bis jetzt bekannten Pflanzengattungen ... / herausg von H.G. Ludwig Reichenbach. Dresden; Leipzig